# 노희영
노희영(盧嬉暎, 1963년 4월 8일 ~)은 대한민국의 기업인이다.

## 경력
- (재)중구문화재단 이사
- 롯데백화점 식품관 리뉴얼을 위한 태스크포스 팀장 (2021)
- 넥스트에이드 대표이사 (2020.04~)
- 식음연구소 대표 (2020.04~)
- 비앤어스 대표 (2019~)
- YG FOODS 대표 (2015.06~2020.03)
- CJ그룹 브랜드전략 고문 (2010~2015)
- CJ제일제당 부사장 (~2014)
- 오리온 부사장 (2010.02~2010.07)
- 롸이즈온 콘셉트개발담당 이사

## 방송
- 마스터셰프 코리아(시즌1~3)
- 마스터셰프 코리아 셀러브리티
- 만두명가
- 제면명가
- 헬로! 플레이트